# زویاکوو
زویاکوو (انگلیسی: Zuyakovo) یک شهرک در استان باشقیرستان کشور روسیه است.